# Tommy Paul
Thomas "Tommy" Paul (født 17. maj 1997 i Voorhees Township, New Jersey, USA) er en professionel tennisspiller fra USA.
Ved sommer-OL 2024 i Paris vandt Paul og Taylor Fritz bronzemedaljen, da de besejrede duoen fra Tjekkiet, Tomáš Macháč og Adam Pavlásek.